# Kacwin
Kacwin (słow. Kacvín, węg. Szentmindszent, niem. Katzwinkel – koci zakątek) – wieś w Polsce położona na Spiszu w województwie małopolskim, w powiecie nowotarskim, w gminie Łapsze Niżne. W latach 1975–1998 miejscowość administracyjnie należała do województwa nowosądeckiego.

## Położenie
Wieś znajduje się na Pogórzu Spiskim w etnograficznym regionie zwanym Zamagurzem. Miejscowość położona jest w dolinie potoku Kacwinianka i na zboczach otaczających je wzniesień: Tylki Hawiarskie (783 m), Kunia Góra (756 m), Serwoniec (787 m), Hajszyna (731 m), Majowa Góra 741 m). Przez granicę ze Słowacją sąsiaduje z Wielką Frankową. Do miejscowości dochodzi szosa z Niedzicy (4 km), przedłużona do miejscowości Wielka Frankowa na Słowacji.

## Historia
Jedna z najstarszych miejscowości Spiszu, wymieniana w dokumentach historycznych już w 1320 r. tu cytat z zachowanych dokumentów:
W tym roku Magister Kokosz sprzedał bratu swemu Janowi i jego synowi Michałowi ziemie: Frydman, Niedzicę, Kacwin i Frankową.
W dokumencie jest mowa o Niedzicy i Kacwinie jako wioskach już istniejących, natomiast Frydman i Frankowa są opisane jako miejsca przygotowane pod założenie osiedli. Jeszcze na początku XIV w. Ziemia położona na północny zachód od Magury pokryta była lasami.
Wiadomość o tym czerpiemy z dokumentu odnoszącego się do Rużbach – W 1303 Henryk, sołtys z Podolinca, zawiera umowę z siostrą swoją Hildegundą i jej mężem Henrykiem w sprawie objęcia sołectwa w Rużbachach i rozciągnięcia kolonizacji na dalsze lasy naprzeciwko Czorsztyna. Sołtys podoliniecki nazywa lasy dziedzictwem swoim.
Nazwa miejscowości Kacwin wywodzi się od niemieckiego Katzwinkel, co oznacza Koci Zakątek. Nieopodal wsi znajduje się wzgórze, które kacwinianie nazywają Koci Zomek. Udokumentowana historia 84-łanowej wsi (dla porównania: Niedzica 60 łanów, Frydman 60 łanów) lokowanej na prawie niemieckim sięga I poł. XIV w. (1320 r.), kiedy to Kokosz Berzewiczy, właściciel obszaru Magury Spiskiej, dokonał sprzedaży wsi swemu bratu Janowi. Wieś dzieliła koleje losu Polskiego Spisza, znajdującego się w rękach możnych rodów węgierskich – Berzewiczych, Horwathów i Salamonów. Jednak po I wojnie światowej Kacwin pozostaje w granicach państwa polskiego. Natomiast w latach 1939–1945 wieś zostaje włączona do Słowacji, by na powrót być przywrócona Polsce po zakończeniu działań wojennych.
Kacwin pozostawał przez długi czas własnością panów klucza dunajeckiego, którzy około 1400 r. ufundowali w miejscowości kościół pw. Wszystkich Świętych. W 1431 r. świątynia została sprofanowana przez husytów, oblegających wówczas spiskie miejscowości. Natomiast w XVII w. wieś, uzależniona od religii wyznawanej przez panów na zamku Dunajec, znalazła się pod wpływem prądów protestanckich. Kościół kacwiński pozostawał w rękach luteranów prawdopodobnie do roku 1666, gdyż właśnie wtedy we wsi pojawił się katolicki kapłan Bartłomiej Rozmus. Zachowane z tego okresu księgi metrykalne (z 1679 r.) podają łacińską nazwę miejscowości: Kacvinensis lub Kaczvinkensis. Ostatni taki zapis pojawia się jeszcze w roku 1919 (wpisu dokonał ks. Pataky).
W II RP w miejscowości stacjonowała placówka Straży Granicznej I linii „Kacwin”.

## Zabytki
Obiekty wpisane do rejestru zabytków nieruchomych województwa małopolskiego.
- Kościół parafialny pw. Wszystkich Świętych, ogrodzenie, najbliższe otoczenie, starodrzew;
- zespół czterech kaplic, składających się z kaplicy pw. św. Wojciecha, kaplicy pw. św. Trójcy, kaplicy pw. św. Matki Boskiej Śnieżnej i kaplicy pw. św. Katarzyny;
- budynek organistówki położony przy ul. Kościelnej;
- budynek dawnej szkoły;
- sypaniec (spichlerz).

## Atrakcje turystyczne
- zimą w Kacwinie funkcjonuje otwarty w 2006 r. wyciąg narciarski;
- dawne spichlerze, młyn sprzed dwustu lat;
- XV-wieczny zabytkowy kościół, zabytkowe kaplice;
- jedyne zachowane w Polsce „Sypańce” czyli miejsca do przechowywania zboża;
- wodospady: „Pod Młynarzką”, „Pod Upłazem”  i inne.

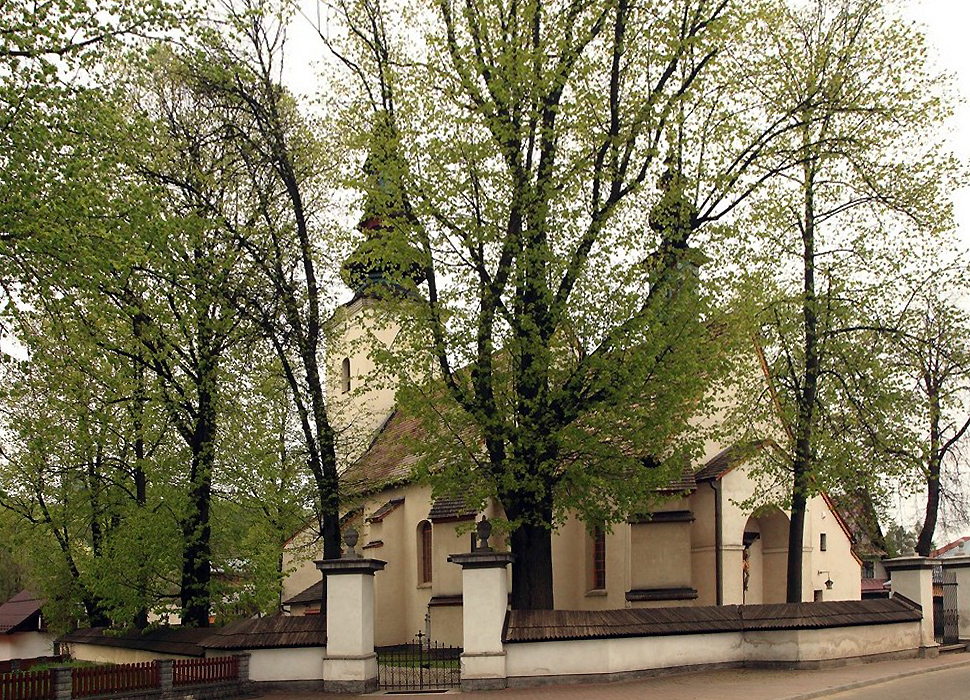
Kościół Wszystkich Świętych w Kacwinie
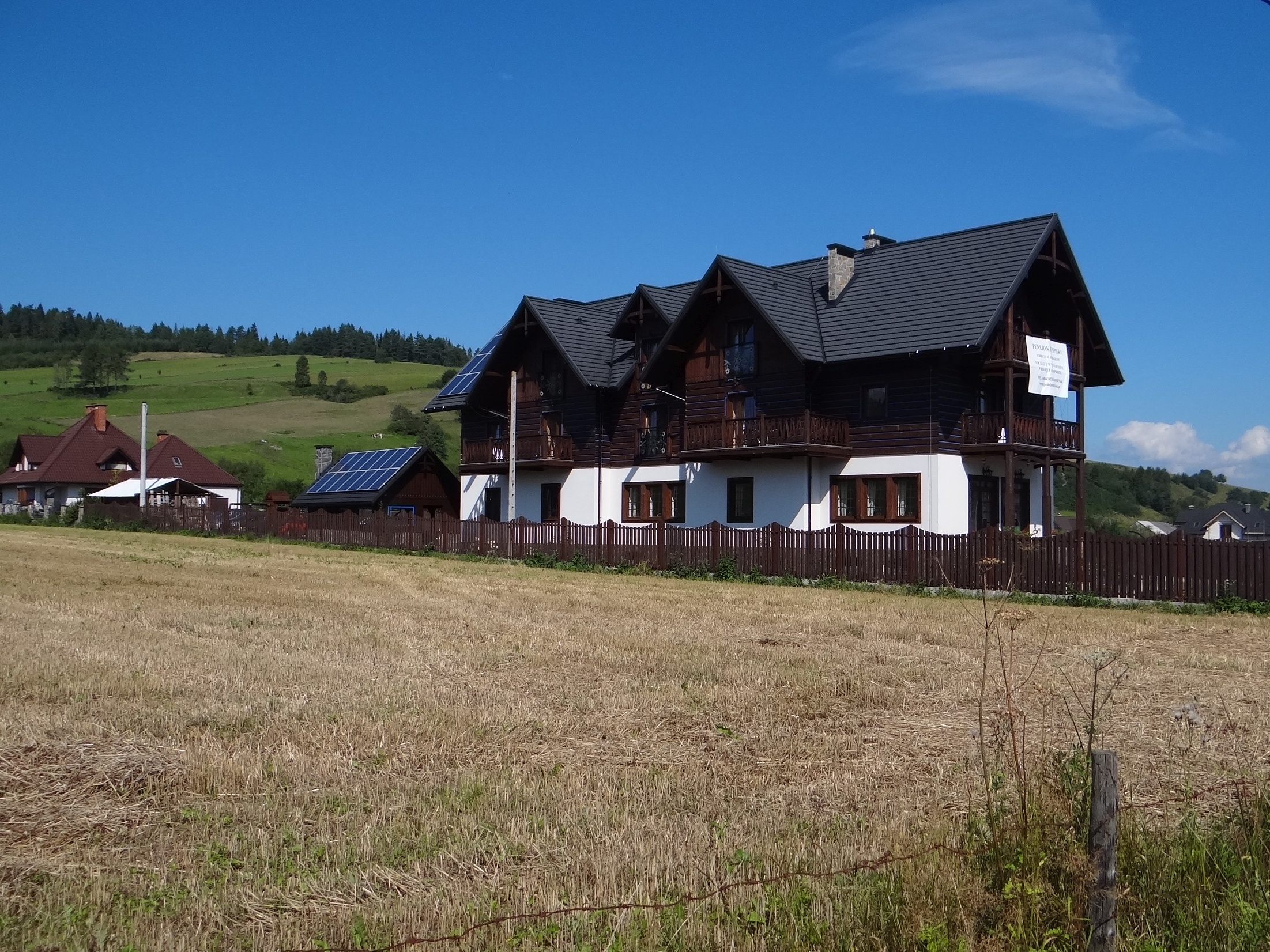
Ośrodek wypoczynkowy
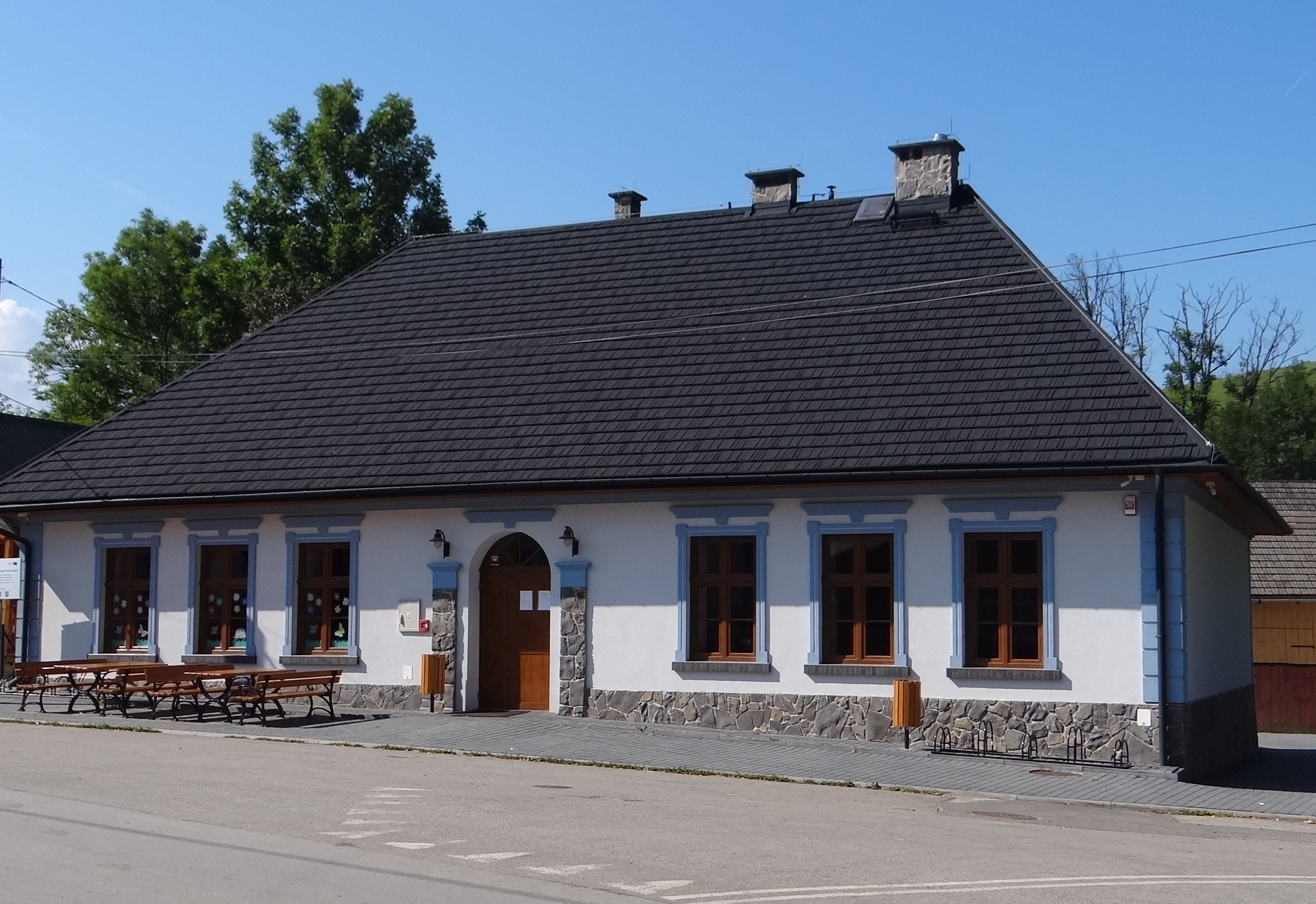
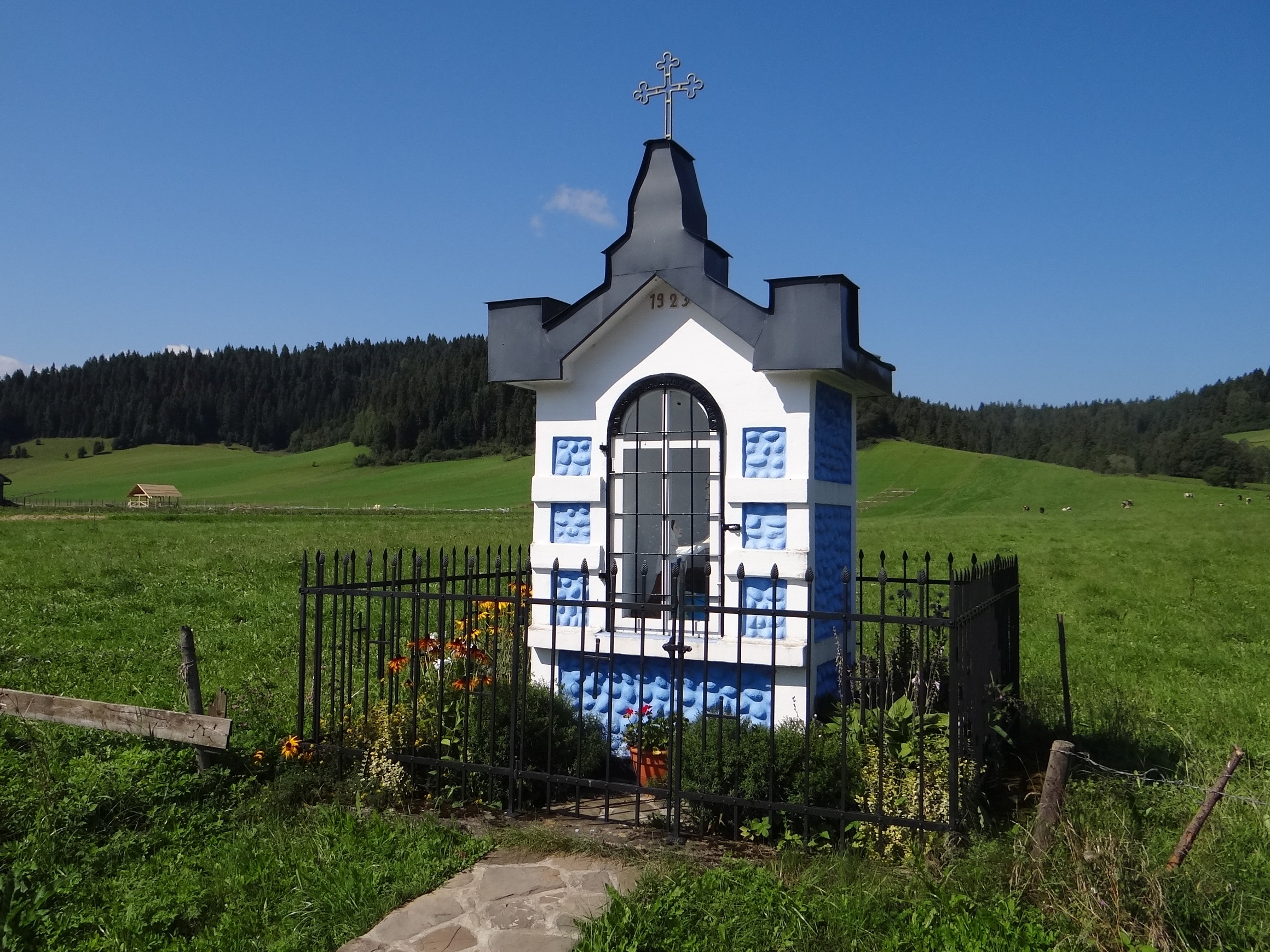
Kaplica przy drodze do Wielkiej Frankowej

## Kultura
We wsi jest używana gwara spiska, zaliczana przez polskich językoznawców jako gwara dialektu małopolskiego języka polskiego, przez słowackich zaś jako gwara przejściowa polsko-słowacka.
Region Spiszu posiada wyraźnie wyodrębnioną autentyczną i żywą kulturę lokalną, na którą składa się folklor spiski. Charakterystyka folkloru widoczna jest dodatkowo w kuchni, rękodziele ludowym, a także muzyce, tańcu i oryginalnym stroju spiskim, w odmianie zwanej kacwińską.

## Szlaki turystyki pieszej i rowerowej
: Łapsze Niżne – Kacwin – Wielka Frankowa
: Kacwin – Krzyżowa – Pieskowy Wierch – Holowiec – Przełęcz nad Łapszanką – Pawlików Wierch – Trybsz